# ملعب نيكوس غوماس
ملعب نيكوس غوماس هو ملعب كرة قدم متعدد الأغراض يقع في نيا فيلادلفيا، أثينا، اليونان، يتسع لـ 27729 متفرج. تم وضع حجر الأساس للملعب في 1928. بدأ بناؤه في 1930. تمت توسعته في 1979. تم تجديده في 1998. تم إغلاقه في 1979. وتم هدم هذا الملعب في 1979.

## وصلات خارجية
- الموقع الرسمي